# Bol'šeignatovskij rajon
Il Bol'šeignatovskij rajon (in russo Большеигнатовский район?) è un municipal'nyj rajon della Repubblica Autonoma di Mordovia, nella Russia europea.